# Старе Ємеліте
Старе Ємеліте (пол. Stare Jemielite) — село в Польщі, у гміні Снядово Ломжинського повіту Підляського воєводства.
Населення — 80 осіб (2011).
У 1975-1998 роках село належало до Ломжинського воєводства.

## Демографія
Демографічна структура станом на 31 березня 2011 року:
|          | Загалом | Допрацездатний вік | Працездатний вік | Постпрацездатний вік |
| -------- | ------- | ------------------ | ---------------- | -------------------- |
| Чоловіки | 40      | 12                 | 23               | 5                    |
| Жінки    | 40      | 7                  | 22               | 11                   |
| Разом    | 80      | 19                 | 45               | 16                   |